# Glaciologi
Glaciologi er videnskaben om naturligt forekommende is med alle dertil knyttede forhold, det vil sige ikke blot studiet af gletsjere (is i bevægelse), indlandsis (større vedvarende isdækker) og lignende men tillige af alle former for nedbør i fast form, af is i havet og i de ferske vande samt af permafrost og de dertil knyttede former for is i jordbunden.

## Snefnug
Iskrystaller dannes ved sublimation (kondensering) af vanddamp på faste partikler (lerpartikler eller iskrystaller, dannede ved frysning af underafkølede vanddråber). De enkelte snekrystaller kan variere i størrelse fra under 1 mm til 5 mm. Snekrystaller (snefnuggene) er sekskantede i deres opbygning og kan udvise et utal af former, til dels beroende på den temperatur og det damptryk hvor under de er dannede. På vej ned mod jordoverfladen passerer snekrystallerne luftlag med ulige temperatur og vanddampforhold, og disse påvirker snekrystallernes udseende. Jo lavere temperatur, desto mindre er krystallerne.

## Snedriver
Nedfalden sne kan omlejres ved vindbåren snefygning, herunder samles i snedriver. Sådanne kan efterfølgende udsættes for vindpåvirkning, blive vinderoderede og danne sneskavler og sastrugi, hvorved forstås skarpkantede overfladeformer i kold og tør sne dannede ved vinderosion og som regel med en længderetning, der afspejler vindretningen.

## Snedække
Når sneen falder til jorden, danner den et porøst, gennemtrængeligt materiale af iskrystaller, idet snekrystallerne kan ligge som egne enheder eller klæbe sammen. Porerne mellem iskrystallerne er fyldte med luft og vanddamp, og i våd sne er iskrystallerne omgivet af en tynd vandhinde.
Nyfalden sne har en vægtfylde på 0,01-0,03, våd nysne på 0,1-0,2 og tætpakket sne en vægtfylde på 0,3-0,4. Sneen vil efterhånden skifte egenart, idet de enkelte snekrystaller bindes sammen og omkrystalliseres.
I store områder er snedække midlertidigt. I sådanne områder falder sneen, når temperaturen befinder sig ved eller under frysepunktet og bliver liggende, indtil temperaturen atter stiger. Så smelter snedækket og forvandles til smeltevand, som kan synke ned i jorden, strømme af eller fordampe.

## Firn
Sneens afsmeltning beror på flere forhold, og ikke al sne bortsmelter igen der, hvor den falder. Sne, der er mere end et år gammel, kaldes firn og vil med tiden omdannes til is, der kendetegnes ved, at luft og vand ikke kan trænge igennem laget.

## Snelinje
Ved begrebet snelinje betegnes grænsen mellem områder, hvor sneen bliver liggende hele året uden at smelte, og områder, hvor sneen smelter væk. Snelinjen adskiller således områder med ophobning og afsmeltning af sne, hvilket har betydning dels for områder med vedvarende snedække (fx indlandsis), dels for is i bevægelse (gletsjere).
Områder med vedvarende is- og snedække på over 50.000 km² betegnes indlandsis, mens områder med is- og snedække under 50.000 km² kaldes iskapper. Som eksempel på iskapper kan nævnes Vatnajökull og Jostedalsbræen. Til trods for, at det is- og snedækkede areal ikke forandrer sig mærkbart, er sådanne områder ikke uden bevægelighed. Det forhold, at der vedvarende pålejres ny sne og dannes ny is, gør, at der foregår interne bevægelser fra isdækkets centrale dele mod dets randområder. Disse isbevægelser kan være velafgrænsede på grund af terrænforholdene og tage form som gletsjere. I visse tilfælde kan isen danne et større eller mindre fast isdække på havet. I så fald tales om shelf-is. Når større isstykker fra sådanne isplader brækker af, danner de flydende isbjerge.
Også i tempererede områder kan sneen blive ophobet, hvis den befinder sig tilstrækkeligt højt oppe til, at temperaturen vedvarende befinder sig ved frysepunktet. Dette er fx tilfældet i Alperne og Himalaya. Også i sådanne tilfælde vil vedvarende pålejring af sne og is føre til isens bevægelse mod lavere områder, det vil sige til gletsjere. Sådanne gletsjere kan være dalgletsjere, der er gletsjertunger, som fra et pålejringsområde strækker sig ned i en dal omgivet af klippesider. Den nederste del af dalgletsjeren betegnes gletsjerfoden. Såfremt gletsjeren på sin nedre del udvider sig betydeligt, tales om piedmont-gletsjere. Dette fænomen kan blandt andet optræde, hvis to dalgletsjere flyder sammen i lavlandet. Såfremt samme gletsjer udfylder to eller flere dalkomplekser, tales om transection-gletsjere. Cirkus-gletsjere udfylder en niche på en fjeldside.

## Materialehusholdning
Ved materialehusholdning forstås studiet af tilførsel og tab af is samt den mængde is, der på et givet tidspunkt er bundet i indlandsisen, iskappen eller gletsjeren. Denne materialehusholdning kan findes ved at måle sne- og istykkelsen og omregne den til vandmængder pr. arealenhed. Forskellen mellem tilførsel (akkumulation) og tab (ablation) betegnes som nettobudgettet. Som regel måles den årlige balance som balancen mellem to på hinanden følgende sommeroverflader i firnområdet. Et balanceår er således ikke nødvendigvis det samme som 365 dage.
Ablationen afhænger af forholdet mellem sneens eller isoverfladens modtagne og afgivne varme. Denne varme er selv betinget af overfladens karakter og de mikroklimatiske betingelser ved denne. Isoverfladen modtager varme ved:
1. kortbølget indstråling fra solen,
2. langbølgestråling fra vanddamp og CO2,
3. varmeledning fra luften,
4. kondensering af vanddamp fra luften på overfladen,
5. varmeledning på grund af nedsivende regn- og smeltevand.

Isoverfladen mister varme ved:
1. langbølget udstråling,
2. varmeledning fra underliggende is til atmosfæren,
3. konvektion (det, at luft eller væske bevæger sig op eller ned i forhold til sine omgivelser på grund af ændret massefylde som følge af opvarmning eller afkøling) til atmosfæren.

## Iskerne-forskning
Den kendsgerning, at isdækket i områder med vedvarende isdække lader sig inddele i lag, der afspejler de klimatiske vilkår på aflejringstidspunktet, udnyttes af moderne forskning til at belyse tidligere tiders klimatiske forhold. I København forskes der i glaciologi af Is og Klima-gruppen på Niels Bohr Institutet ved Københavns Universitet. Et af de redskaber, der bruges i glaciologien, er iskerneboringer.